# Erwin Lanc
Erwin Lanc est un handballeur et homme politique autrichien né le 17 mai 1930 à Vienne (Autriche) et mort le 29 mars 2025, membre du parti social-démocrate d'Autriche (SPÖ).

## Biographie
Au lendemain de la Seconde Guerre mondiale, Erwin Lanc est gymnaste avant de découvrir le handball, sport qu'il pratique pendant trente-trois ans au WAT Margareten jusqu'en 1980. Dès 1977, il devient président de la Fédération autrichienne de handball et le reste jusqu'en 1993. Le 25 juillet 1984, il est élu président de la Fédération internationale de handball et le reste jusqu'au 26 novembre 2000.

### Carrière politique
Conseiller municipal de 1960 à 1966 et membre du parlement de 1966 à 1973, Erwin Lanc est ensuite ministre à plusieurs reprises : dans les gouvernements dirigés par Bruno Kreisky, entre 1971 et 1983, où il occupe successivement les postes de ministre des transports et de ministre de l'Intérieur, puis du gouvernement Sinowatz, du 24 mai 1983 au 16 juin 1986, où il occupe le poste de ministre des Affaires Étrangères. Il a été aussi ministre des Finances.
Il s'intéresse aux Droits de l'Homme et particulièrement aux droits du peuple sahraoui. Il est membre du comité de parrainage du Tribunal Russell sur la Palestine dont les travaux ont commencé le 4 mars 2009.

### Mort
Erwin Lanc meurt le 29 mars 2025 à l'âge de 94 ans.

## Publication
- (de) Sozialdemokratie in Der Krise: Zwischen okonomischer Globalisierung Und Gesellschaftlicher Atomisierung, Promedia, 1996.  (ISBN 3-85371-117-0)